# Vijfstromenland
Vijfstromenland is een artistiek kunstwerk in Amsterdam-Oost. Het is gemaakt door Carel Visser.
Het beeld ligt in 2020 in de groenstrook tussen het Koninklijk Instituut voor de Tropen en de Linnaeusstraat. Bij plaatsing in 1981 stond het opgesteld in een kuil, iets noordelijker gelegen. Het bestond in 1981 uit een plaat beton ingekaderd in een sokkel van kubusachtige steentjes, waarop twee roestige stalen plastieken. Na de verplaatsing (ergens tussen 2012 en 2020) kwam het terecht in genoemd grasveld; de sokkel lijkt daarbij verdwenen. De betonplaat met stalen plastieken is dan omgeven door een rij gele en paarse bakstenen. De meest gehanteerde titel is Vijfstromenland, doch de twee plastieken lijken te wijzen op twee handen die of juist uit elkaar zijn getrokken of op het punt staan in elkaar te grijpen.

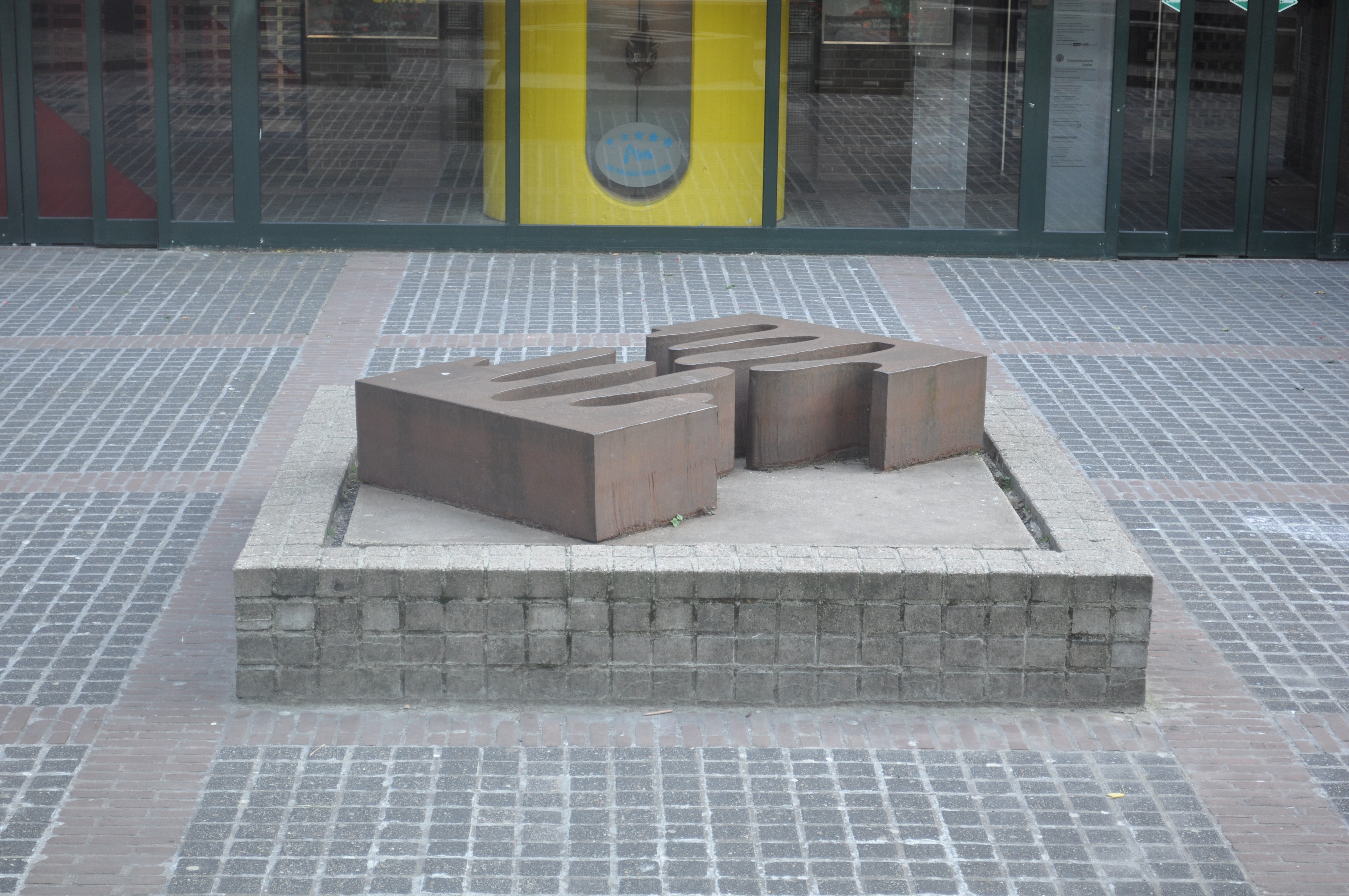
Vijfstromenland in 2010